# Ковалівська сільська рада (Полтавський район)
Ковалівська сільська рада — колишній орган місцевого самоврядування у Полтавському районі Полтавської області з центром у селі Ковалівка.

## Населені пункти
Сільраді були підпорядковані населені пункти:
- c. Ковалівка
- с. Андрушки
- с. Бочанівка
- с. Верхоли
- с. Грабинівка
- с. Давидівка
- с. Залізничне
- с. Затурине
- с. Їжаківка
- с. Макухівка
- с. Соснівка